# Sen świętego Józefa
Sen świętego Józefa lub Anioł ukazujący się św. Józefowi (fr. L'Apparition de l'ange à Joseph) – obraz francuskiego malarza Georges’a de La Toura. Dzieło jest sygnowane. Od 1810 r. znajduje się w Musée des Beaux-Arts w Nantes. 

## Temat obrazu
Według Nowego Testamentu Anioł czterokrotnie nawiedzał św. Józefa podczas snu. Za każdym razem przynosił specjalny przekaz i wskazówki od Boga, które pomagały mu w podejmowaniu trudnych decyzji. Po raz pierwszy Anioł nawiedził Józefa, gdy ten dowiedział się, iż Maria jest brzemienna i chciał ją oddalić. Wówczas usłyszał głos: 

Gdy powziął tę myśl, oto anioł Pański ukazał mu się we śnie i rzekł: Józefie, synu Dawida, nie bój się wziąć do siebie Maryi, twej małżonki; albowiem z Ducha Świętego jest to, co się w Niej poczęło. Porodzi Syna któremu nadasz imię Jezus, On bowiem zbawi swój lud od jego grzechów. (Mt 1,20-21)

 Po raz drugi posłaniec Boga ostrzegł Józefa przed zbrodniczym zamiarem Heroda, mającego zamiar zgładzić Zbawiciela: (...) Anioł Pański ukazał się Józefowi we śnie i rzekł: Wstań, weź Dziecię i Jego Matkę i uchodź do Egiptu. W trzecim śnie, Józef dowiedział się, że może już bezpiecznie powrócić do rodzinnego kraju. W czwartym zaś, kiedy Józef bał się wrócić do Juei rządzącej przez syna Heroda, otrzymał we śnie pouczenie, by odszedł do Galilei. 

## Opis obrazu
La Tour przedstawił moment, gdy Archanioł Gabriel dotyka śpiącego Józefa, by przekazać mu wiadomość. Ten ukazany został jako starzec, który zasnął nad lekturą Pisma Świętego. Obecność księgi w rękach Józefa wskazuje, iż mamy do czynienia z pierwszym nawiedzeniem; jest jednocześnie aluzją do Zwiastowania Maryi. Według tradycji Maryja była pogrążona w lekturze, gdy odwiedził ją Gabriel. Wiek Józefa jest już interpretacją malarza. W Ewangeliach nie wymienia się jego wieku, ale z powodu braku wzmianek o nim samym podczas publicznej działalności Jezusa zakładano, iż wówczas już nie żył, a podczas narodzin Jezusa był w podeszłym wieku. 
Scena została przedstawiona zgodnie z manierą malarza. Dwie postacie skąpane są w świetle świecy stojącej na stole, której blask przysłania ręka anioła. Światło, wbrew oczekiwaniu, rozjaśnia prawą stronę twarzy Gabriela, co ma podkreślić jego Bożą misję. Naprzeciw w mroku widać twarz Józefa. Gabriel delikatnie dotyka ramienia śpiącego.

## Interpretacje i wątpliwości

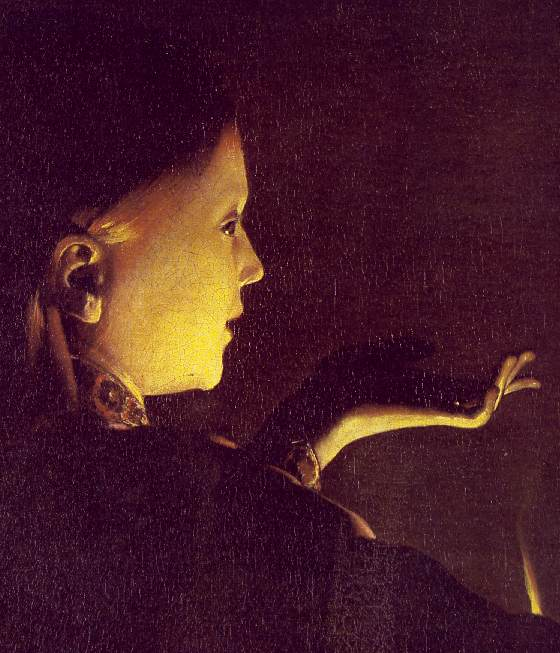
Tajemniczy gest Anioła

Przez wiele lat autorstwo i temat obrazu stanowiły przedmiot sporu. Gdy w 1810 r. miasto Nantes nabyło dzieło, za jego autora uważano François Cacaulta. Odkrycie sygnatury w 1833 r. (Gs De La Tour) dało asumpt do powiązania obrazu w 1854 r. z Maurice’em Quentinem de La Tourem, a następnie z malarzem z Bordeaux, Antoine'em Le Blondem de La Tourem. Dopiero historyk sztuki Hermann Voss w 1915 r. atrybuował obraz Georges’owi de La Tourowi, stawiając go w szeregu kilku dzieł, które stanęły u podstaw odkrycia sztuki La Toura w XX wieku.
W przeciwieństwie do autorstwa, które dziś nie budzi już wątpliwości, temat obrazu nie jest jasny. Przyjmuje się (za Vossem), że La Tour namalował scenę ukazania się anioła Józefowi, jednak wysuwano również inne hipotezy. Według jednej z nich jest to św. Piotr z aniołem; według innej – św. Mateusz z Ewangelią na kolanach. Wysunięto także przypuszczenie, iż dzieło obrazuje motyw pochodzący z Pierwszej Księgi Samuela. Młodym chłopcem miałby być Samuel, a starcem Heli. Opowieść mówi, jak jednej nocy Pan kilkakrotnie budził Samuela, zwracając się do niego po imieniu. Ten, myśląc, iż woła go Heli, budził go tyleż samo razy, zwracając się do niego: Oto jestem (1 Sm 3,4 oraz 6 i 8). Tajemniczy gest miałby obrazować te słowa.